# Интершок (космический проект)
Интершо́к — совместный советско-чехословацкий космический эксперимент, выполнявшийся по программе международного сотрудничества «Интеркосмос» на космическом аппарате «Прогноз-10» («Интеркосмос-23»). Целью проекта «Интершок» было детальное изучение структуры и характеристик ударной волны и магнитопаузы, возникающих при взаимодействии солнечного ветра с магнитосферой Земли.
Спутник «Прогноз-10» с набором научной аппаратуры по проекту «Интершок» был запущен с космодрома Байконур ракетой-носителем «Молния-М» 26 апреля 1985 года. Последние данные с аппарата получены 11 ноября 1985 года. В эксперименте «Интершок» были получены уникальные научные данные, существенно расширившие представления о магнитосфере Земли и солнечно-земных связях.

## Предыстория проекта

Структура магнитосферы Земли

В исследованиях космического пространства, проводимых на первых автоматических межпланетных станциях и искусственных спутниках, удалявшихся на расстояние более 100 000 км от Земли, было обнаружено новое явление — бесстолкновительная ударная волна, отделяющая солнечный ветер от магнитосферы. Гипотеза о существовании ударных волн такого типа впервые была выдвинута в 1959 году Р. З. Сагдеевым (впоследствии — академик и директор Института космических исследований). Возникающий на границе магнитосферы и ударной волны токовый слой, называемый магнитопаузой, разделяет магнитосферу, где действует магнитное поле Земли, и межпланетную среду. Положение ударной волны и магнитопаузы в пространстве, определяемые балансом динамического давления солнечного ветра и магнитного давления магнитосферы, непрерывно изменяются в зависимости от текущих параметров солнечного ветра.
В конце 1960-х — начале 1970-х годов эксперименты по изучению ударной волны и магнитопаузы проводились на различных космических аппаратах, в частности в международных экспериментах на советских спутниках семейства «Прогноз», запускавшихся на орбиты с апогеем 200 000 км для изучения солнечной радиации и околоземного пространства. В то же время ряд существенных вопросов физики околоземной ударной волны и механизмов происходящих в ней явлений оставались невыясненными. Для их систематического детального исследования в 1974—1975 годах в рамках программы «Интеркосмос» начались работы по проекту космического эксперимента, в котором всё установленное на спутнике оборудование предназначалось для выполнения одной задачи, а данные со всех научных приборов поступали в единый специализированный бортовой компьютер сбора и обработки информации. Этот проект получил название «Интершок».
Ключевыми моментами при подготовке проекта «Интершок» были: обеспечение методов разносторонней диагностики явлений в космической плазме; достижение максимально возможного временно́го разрешения при измерениях; измерение основных типов волновых излучений. Научная аппаратура для эксперимента «Интершок» разрабатывалась в ИКИ АН СССР, на математико-физическом факультете Пражского университета, в научных организациях Польши, Венгрии, ГДР и Болгарии. Для отработки методов определения границ ударной волны на спутнике «Прогноз-8», запущенном в конце 1980 года, были выведены разработанные ИКИ и Пражским университетом приборы «Монитор» для быстрого измерения распределения плотности ионов и «БУД» для измерения КНЧ-колебаний электрического поля и потока плазмы.

## Космический аппарат проекта «Интершок»
Для осуществления проекта «Интершок» был выбран космический аппарат типа СО-М «Прогноз». Научно-исследовательские спутники «Прогноз», разработанные в НПО имени С. А. Лавочкина для исследования солнечной радиации и околоземного пространства, позволяли в широких пределах изменять состав установленной научной аппаратуры в соответствии с проводимыми в полёте экспериментами. Эти спутники запускались на высокоэллитические орбиты c апогеем 200 000 км и периодом обращения около четырёх суток, что обеспечивало в ходе полёта многократное пересечение околоземной ударной волны и позволяло измерять и сравнивать характеристики процессов как в самой волне, так и в магнитосфере и в невозмущенном межпланетном пространстве. Аппарат для проекта «Интершок», как и предыдущие в серии, был построен по документации и под наблюдением НПО им. С. А. Лавочкина на московском машиностроительном заводе «Вымпел». Научная аппаратура перед установкой на спутник проходила комплексную отработку в ИКИ АН СССР, что позволило сократить сроки заводских испытаний.
Спутник, запущенный носителем «Молния-М» с Байконура 26 апреля 1985 года для проведения эксперимента «Интершок», в рамках серии получил обозначение «Прогноз-10», а по программе «Интеркосмос» — «Интеркосмос-23». Он был выведен на орбиту с апогеем 200 000 км, перигеем 400 км, наклонением 65° и периодом обращения 96 часов. Работа с «Прогнозом-10» и приём научных данных продолжались до ноября 1985 года. Спутник сошёл с орбиты и прекратил своё существование в январе 1994 года.

### Конструкция
Спутники серии «Прогноз» (заводское обозначение «СО-М», «Солнечный Объект, Модернизированный»), предназначенные для изучения солнечной активности, околоземного пространства и астрофизических исследований, были выполнены в виде герметичного цилиндрического контейнера диаметром 150 см и высотой 120 см, закрытого полусферическими днищами. На днище устанавливалась рама с датчиками системы ориентации, антеннами радиотехнического комплекса и научными датчиками. На цилиндрической части корпуса размещались микродвигатели ориентации и запас сжатого газа для них, научные приборы и четыре панели солнечных батарей с размахом 6 метров и общей площадью 7 м², на их концах находились штанга магнитометра, измерительные приборы и антенны научной аппаратуры. Внутри герметичного корпуса, где поддерживался постоянный тепловой режим, были размещены аккумуляторы, научная аппаратура, приборы радиотехнического комплекса и системы ориентации спутника. С помощью газореактивных микродвигателей аппарат ориентировался осью на Солнце, стабилизация положения в пространстве обеспечивалась вращением вокруг направленной на Солнце оси. Конструкция спутников позволяла без проведения дополнительных испытаний всего аппарата изменять состав устанавливаемых приборов и решать в каждом полёте новые научные задачи. Спутники «Прогноз» имели бортовое запоминающее устройство, позволяющее накапливать информацию и передавать её на Землю во время очередного сеанса связи.

### Полезная нагрузка
Масса аппарата составляла 933 кг, полезной нагрузки — 125 кг. На спутнике были установлены следующие инструменты, созданные кооперацией научных учреждений СССР, ЧССР, ПНР, ВНР, ГДР и НРБ:
- БИФРАМ — комплекс плазменных спектрометров для проведения измерений энергетических спектров и угловых распределений заряженных частиц в 64 каналах со скоростью до 16-ти функций распределения в секунду. Такое быстродействие было уникальным на момент создания комплекса и не было превзойдено и в последующие годы[3];
- БУД-ВАР — анализатор низкочастотных флуктуаций электрического и магнитного полей и потока ионов плазмы;
- ЭНЧУВ (энергичные частицы на ударной волне) — комплекс, включавший энергоспектрометры протонов, ионов и электронов, а также прибор для измерения изотопного состава ядер;
- СГ-76 — трёхкомпонентный магнитометр;
- РФ-2П — рентгеновский фотометр для измерения всплесков солнечного излучения;
- АКР-2М — анализатор километрового радиоизлучения для измерения солнечных радио-всплесков, а также излучения в магнитосфере Земли;
- БРОД — перепрограммируемая бортовая вычислительная машина, предназначенная для выработки признака пересечения ударной волны и организации режимов быстрого опроса приборов, содержала стековую память для записи предыстории события;
- ОРИОН — информационная система для регистрации и запоминания данных.

## Информационное обеспечение эксперимента «Интершок»
Проблемой при создании комплекса научной аппаратуры спутника была необходимость обеспечить скоростное считывание и передачу больших объёмов информации. Каждое пересечение ударной волны длилось от десятка секунд до нескольких минут, за это время требовалось провести все измерения с максимальным пространственным и временны́м разрешением и собрать данные для передачи на наземные станции. Предсказать момент пересечения было невозможно из-за постоянно меняющейся в космосе обстановки, а объём бортовой памяти телеметрической системы аппарата позволял хранить только несколько минут измерений требуемого разрешения, что исключало их непрерывную запись. Для записи и передачи научной информации в эксперименте «Интершок» были созданы комплексы ОРИОН и БРОД. Первая в мировой практике специализированная бортовая вычислительная машина для научных исследований БРОД была разработана чешскими специалистами. БРОД непрерывно опрашивала измерительные приборы аппарата и записывала данные в собственную стековую память. В «дежурном» режиме, если фоновые данные не изменялись в пределах заданого разброса, они периодически переносились в память телеметрической системы аппарата с очисткой стека. При обнаружении по специально разработанному специалистами ИКИ алгоритму признаков пересечения ударной волны запускался режим скоростной записи данных в память ОРИОНа вместе с хранящейся в стеке предысторией события. В сеансах связи, длящихся 2-3 часа, передавались данные, сохранённые в системе ОРИОН, а в случае прогнозируемого во время сеанса связи пересечения ударной волны применялся режим прямой передачи БРОДа с быстрым опросом большинства измеряемых параметров. Для части приборов в режиме прямой передачи использовалась штатная система телеметрии спутника. На каждом четырёхсуточном витке проводилось от 2 до 5 сеансов связи.
Управление аппаратом «Прогоноз-10» и приём данных телеметрии проводились средствами НИП-10, расположенного недалеко от Симферополя. Управление системой БРОД осуществлялось из чешской обсерватории Панска Вес по отдельному радиоканалу. Для оперативного анализа получаемой информации и быстрого принятия решений по управлению экспериментом в ИКИ была создана постоянно действующая оперативная группа. Для оперативного управления принимаемыми данными использовался установленный в ИКИ компьютерный терминал М-6000, а для обработки полученных данных — ЭВМ серии ЕС, установленные в Москве и Праге и соединенные линией связи. В ходе полёта из-за сбоя в работе магнитометра возникла необходимость скорректировать алгоритм определения момента пересечения ударной волны. Необходимые изменения в алгоритм были внесены специалистами ИКИ, чешскими специалистами была произведено перепрограммирование системы БРОД во время полёта. Взаимодействие специалистов на станции управления полётом, в Москве и в Праге во время этой операции и синхронизация их действий происходили по телефонной связи.

## Результаты проекта
Проект «Интершок» был одним из первых широкомасштабных экспериментальных исследований в области солнечно-земной физики. Для него был разработан большой набор новой диагностической аппаратуры, часть которой имела уникальные характеристики. Впервые для анализа информации со всех научных инструментов и управления её сбором на борту аппарата использовался специально созданный компьютер. Многократная регистрация сильной околоземной волны и более слабых межпланетных ударных волн во время полёта спутника «Прогноз-10» позволила исследовать связь их характеристик с параметрами солнечного ветра. В результате проведенных экспериментов зарегистрирована тонкая структура фронта ударной волны, состоящая из нескольких выраженных последовательных областей с различным распределением энергий и направлений ионов.
С помощью комплекса приборов БИФРАМ при пересечении ударной волны удалось получить энергетические спектры этого явления с очень высоким разрешением. Наилучший результат составлял 0,64 сек при измерении по 64-м каналам. Впоследствии подобные результаты были получены только в 2000-х годах в европейском эксперименте Cluster II. По данным эксперимента «Интершок» была построена новая модель, описывающая положение ударной волны и магнитопаузы с учётом воздействия межпланетного магнитного поля. Позже эта модель была уточнена с учётом результатов экспериментов на спутниках «Geotail», «IMP-8», «Интербол-1» и «Магион-4», «Cluster II». Проведенные исследования способствовали утверждению взгляда на космическую плазму как среду, динамика которой определяется не только входящими в её состав ионами и электронами, но и широким спектром присущих ей волновых движений.
В ходе работ по проекту «Интершок» возникла идея следующего космического эксперимента, в котором должно было проводиться комплексное исследование процессов во внешних и внутренних областях магнитосферы и их связи с солнечными явлениями и межпланетным магнитным полем. Обработка результатов эксперимента «Интершок» привела к пониманию необходимости многоточечных измерений, проводимых одновременно в различных точках пространства и позволяющих различать временны́е и пространственные вариации изучаемых явлений. Воплощением этих идей стал реализованный в 1990-х годах международный проект «Интербол», дальнейшее изучение магнитосферы многоспутниковыми системами было продолжено в программах «Cluster II» (ESA) и «THEMIS» (NASA).